# Endromopoda lithocolletidis
Endromopoda lithocolletidis là một loài tò vò trong họ Ichneumonidae.